# Juan-Pablo Pallamar
Juan-Pablo Pallamar, político chileno nacido en Francia durante el exilio de sus padres luego del golpe de Estado que derrocara a Salvador Allende.
Fue presidente de la Juventud Socialista de Chile entre el año 2005 y 2007. Le correspondió encabezar la JSCH durante la campaña electoral de Michelle Bachelet y ser parte de la coordinación general del comando de juvenil "Jóvenes por Bachelet".
Entre sus logros se cuentan haber dotado de sede propia la juventud, 32 años después de la expropiación en el año 1973 cuando Carlos Lorca era Secretario General de la juventud; haber iniciado un movimiento diverso contra la violencia y la discriminación, que realizó dos actos masivos de jóvenes en la plaza Baquedano (Italia) de Santiago, congregando a más de 15 mil jóvenes en cada oportunidad, y reuniendo organizaciones tan diversas como la juventud palestina y judía de Chile, así como organizaciones por la diversidad sexual y por la lucha de los derechos de los pueblos originarios; y haber conseguido por primera vez, el cumplimiento de la norma de acción positiva de jóvenes del 15% en los órganos internos del Partido Socialista de Chile.